# Antonio Ciseri

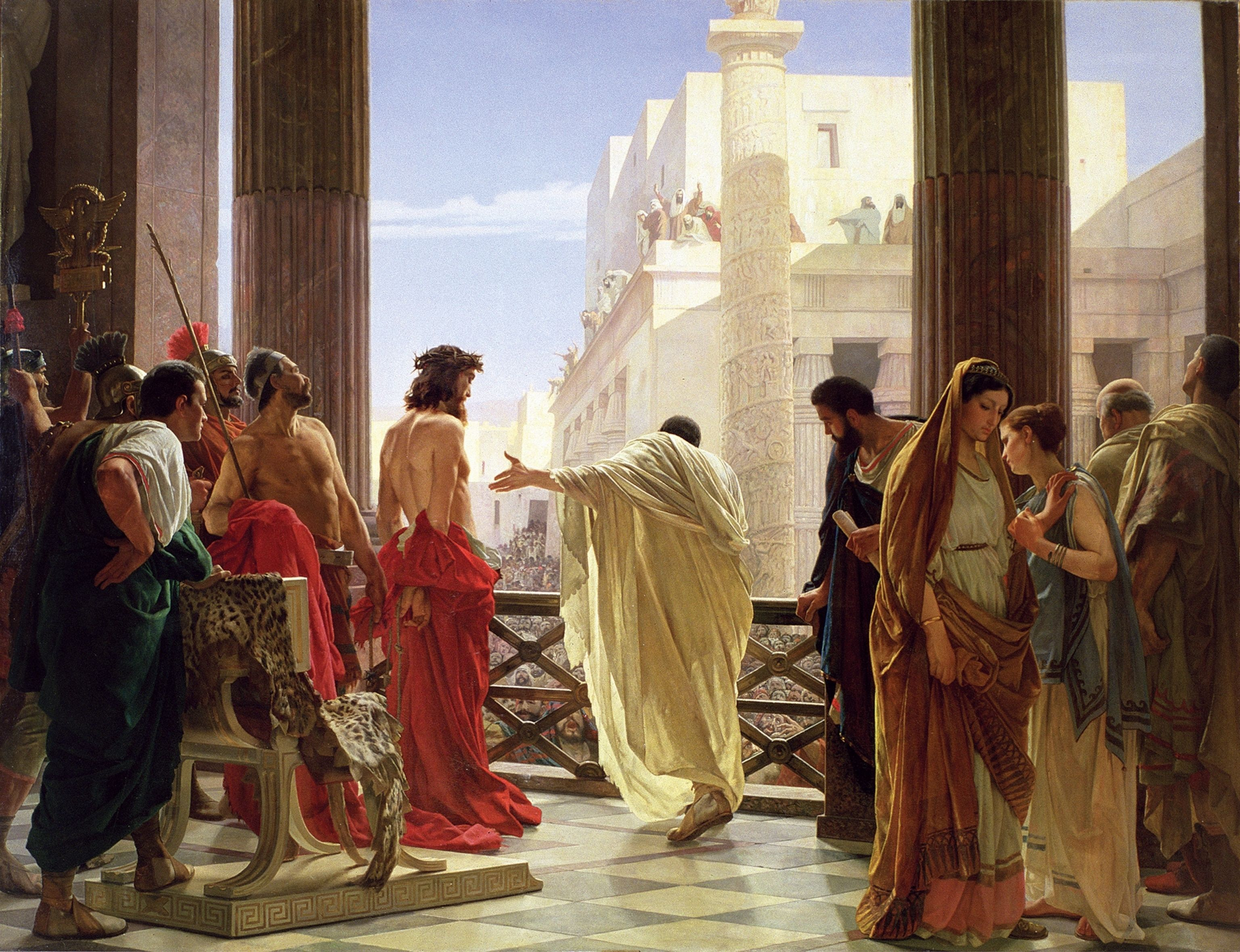
Ecce Homo

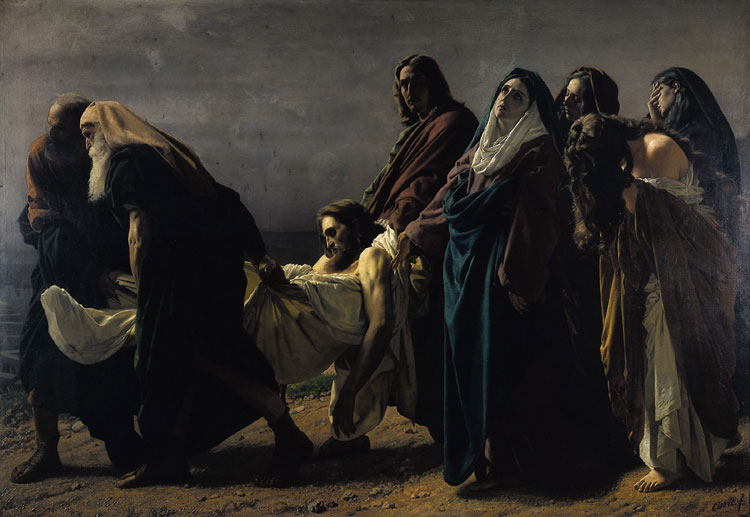
Il trasporto di Cristo al sepolcro

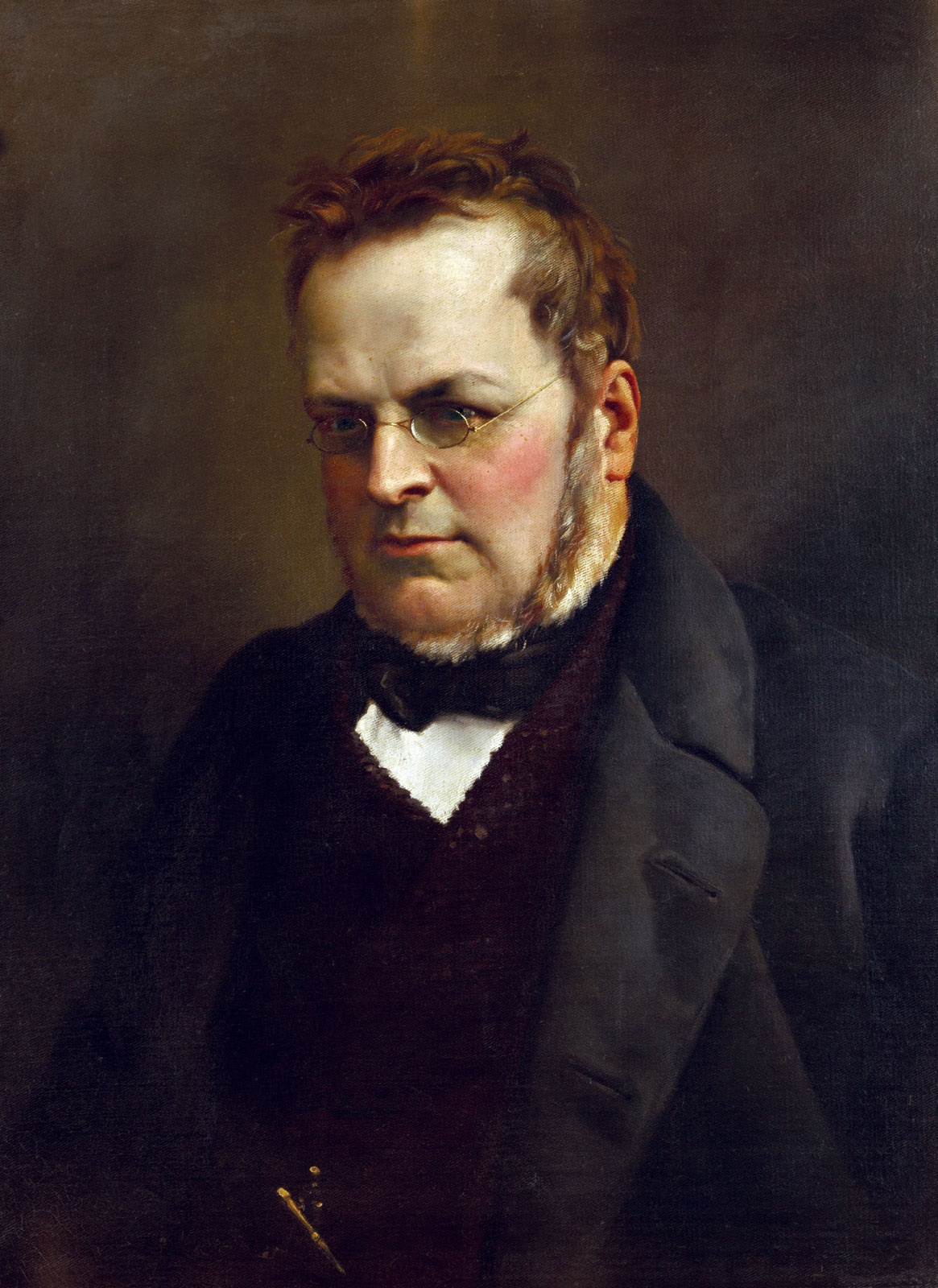
Ritratto di Camillo Benso di Cavour, 1859 circa

Antonio Ciseri (Ronco sopra Ascona, 25 ottobre 1821 – Firenze, 8 marzo 1891) è stato un pittore svizzero-italiano.

## Biografia
Nato da Giovan Francesco, pittore, e da Caterina Materni, si trasferì a Firenze nel 1833 dove sviluppò il suo talento artistico presso l'Accademia di Belle Arti con l'aiuto dei maestri Niccola e Pietro Benvenuti.
I suoi dipinti a carattere religioso sono raffaelleschi nello stile e nella pulizia compositiva, tendendo anche a un realismo quasi fotografico.
Dipinse molte opere per varie chiese in Italia e Svizzera, e ritratti, come quello di suo suocero Gaetano Bianchini o quello, divenuto estremamente famoso, di Camillo Benso conte di Cavour.

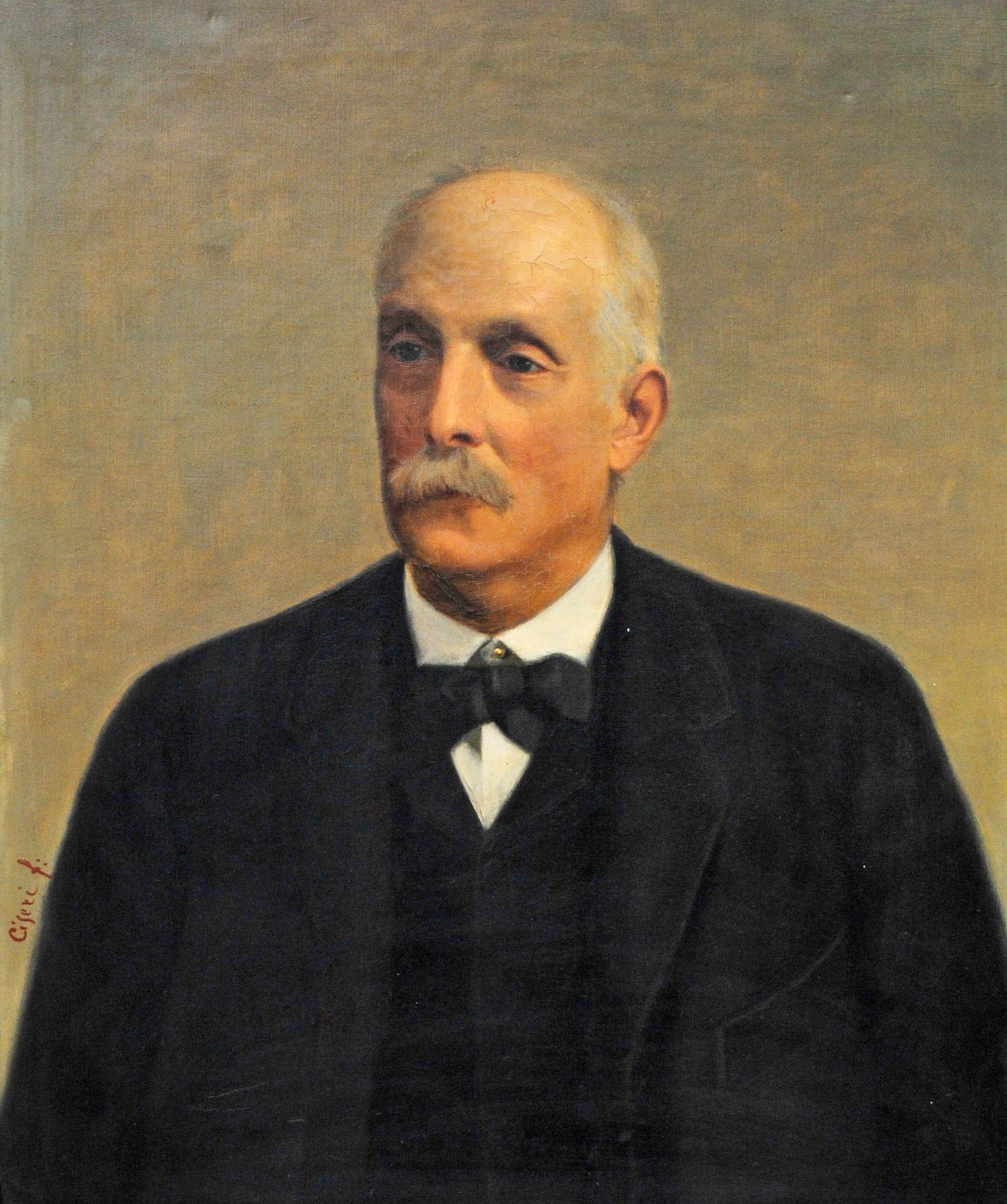
Ritratto del senatore Piero Puccioni

Nel 1853 aprì una propria scuola di pittura. Suoi allievi furono tra gli altri Silvestro Lega, Niccolò Cannicci, Girolamo Nerli, Raffaello Sernesi, Emanuele Trionfi, Raffaello Sorbi, Giacomo Martinetti e i pittori argentini Ángel Della Valle e Martín Boneo. Il seguace più fedele viene comunque considerato Egisto Sarri.
Nel 1852 Ciseri fu nominato professore all'Accademia per l'insegnamento superiore.
In seguito al riordinamento post-unitario delle Accademie e del patrimonio artistico italiano affidato a eruditi ed artisti coordinati da Giovanni Battista Cavalcaselle, Antonio Ciseri, nel 1874, schierato di fatto con l'Accademia di San Luca che aborriva queste innovazioni, realizzò una feroce caricatura dello stesso Cavalcaselle che rientrava nella linea portata avanti della rivista satirica Il Cassandrino attraverso disegni e testi satirici, decisamente contro ogni innovazione . 
A causa dell'elevata imposizione fiscale svizzera, nel 1877 acquisì su sua istanza la cittadinanza italiana.
Ciseri si sposò con Cesira Bianchini. Morì all'età di 70 anni e fu sepolto nella cimitero delle Porte Sante.

## Opere
- Il martirio dei Maccabei nella chiesa di Santa Felicita a Firenze (1853-63), per il quale fu premiato con la medaglia d'oro all'esposizione universale di Vienna nel 1873, è la sua opera più celebre
- Il trasporto di Cristo al sepolcro, dipinto nel 1883 nel Santuario della Madonna del Sasso ad Orselina
- Via Crucis nel Santuario di Nostra Signora della Guardia (Tortona).
- Ecce Homo fu un'opera realizzata su commissione per conto del Ministero della pubblica istruzione del Regno d'Italia.

### Filmati
- Adriano Kestenholz, AC Pinxit. Viaggio in quattro opere, Associazione Antonio Ciseri / Aleph film, 2021